# 마르세이유 탈출
마르세이유 탈출(The Marseille Contract, The Destructors)은 프랑스에서 제작된 로버트 패리시 감독의 1974년 드라마, 스릴러 영화이다. 마이클 케인 등이 주연으로 출연하였고 쥬드 버나드 등이 제작에 참여하였다.

## 출연

### 주연
- 마이클 케인
- 앤서니 퀸

### 조연
- 제임스 메이슨
- 모리스 로네
- 알렉산드라 스튜어트
- 모린 커윈
- 카트린 루벨
- 마르셀 보주피
- 패트릭 플로어쉐임
- 앙드레 오맨스키
- 조르주 벨러
- 장-루이 포튀트
- 제리 브루어
- 조르쥬 리칸
- 피에르 쿨락
- 피에르 샐링거
- 빌리 컨스
- 앨런 로셋
- 제임스 존스
- 진 모스코위츠
- 샘 화이트
- 헬라 페트리
- 베르농 도브체프
- 깁 그로삭
- 바바라 소머스
- 마르티네 켈리
- 디아닉 주라코스카
- 장 부샤드
- 밥 러릭
- 자크 슈발리에
- 잭 주르당
- 로버트 론도
- 존 리코
- 찰스 밀로
- 찰스 모로시
- 브룩스 풀
- 도미니크 질
- 조지스 펠레그린
- 에드워드 마커스

## 제작진
- 협력프로듀서: 패트리시아 케이시
- 미술: 윌리 홀트
- 배역: 마고트 카펠리어